# PK (映画)
『PK ピーケイ』（PK）は、2014年のインド映画。SFコメディ映画。第9回したまちコメディ映画祭では特別招待作品として上映された。

## 概要
2009年公開の『きっと、うまくいく』の監督ラージクマール・ヒラーニと主演のアーミル・カーンが再びタッグを組んでいる。
地球の調査を目的としてやってきた宇宙人が、女性テレビジャーナリストに出会い、地球における宗教の信条や迷信に関して疑問を投げかけるという物語である。コメディやラブストーリーの要素を持ちながらも、差別や偏見など世界中で巻き起こっている社会問題に切り込んでいる。
世界興収は100億円を突破し、インド映画の全世界歴代最高興行収入を記録した。映画批評サイトRotten Tomatoesでは93%の支持率を得ている。

## ストーリー
人間の見た目をした裸の宇宙人（アーミル・カーン）が、調査ミッションとしてインドのラージャスターン州に到着した。しかし宇宙船のリモコンが現地の地球人に盗まれてしまい、地球に足止めされてしまう。宇宙人は泥棒から必死にリモコンを取り戻そうとするも、なんとか手にしたのは泥棒が持っていたパナソニックのカセットレコーダーのみだった。
同じ日のベルギー・ブルッヘでは、ジャグー（アヌシュカ・シャルマ）という女性が、サルファラーズ（スシャント・シン・ラージプート）という男性に出会い、恋に落ちていた。しかし、ジャグーの父（パリークシト・サーハニー）は熱心なヒンドゥー教信者であり、パキスタン人のムスリムであるサルファラーズとの交際に猛反対していた。父が慌てて導師のタパスヴィー様（サウラブ・シュクラ）に相談に行くと「サルファラーズはジャグーを裏切るだろう」と預言される。ジャグーはその預言が嘘だと証明するために、サルファラーズにプロポーズし成功する。しかし結婚式当日、彼女は『文化の違いのために結婚をキャンセルしたい』という旨の手紙を受け取り、チャペルで悲しみに暮れる。
ジャグーはインドへ戻り、テレビ記者となるが、街で冒頭の宇宙人と遭遇する。宇宙人は「神さまが行方不明」と書かれたチラシを配っており、ジャグーは興味をそそられる。彼女は、彼が賽銭箱から金を盗んで捕まりそうになっているところを助け、彼の信頼を得る。
その宇宙人は彼女に、自分は他の惑星から調査としてやって来た科学者であり、自分の星の人間は服を着ることもなければ、宗教を信じることもない、と語る。彼らは握手をすることで意思の伝達ができるため、会話をすることもないという。彼は地球に置き去りになったあと、カーセックスをしているカップルから衣服と金を盗み、人間に溶け込んでいたのだ。
道中、彼はうっかりトラックに轢かれてしまうが、その運転手の楽団長バイロン（サンジャイ・ダット）と仲良くなり、楽団一行と一緒に連れて行かれる。宇宙人は、街ゆく人々の手を握ることで意思疎通を図ろうとするが、変態だと思われて追い払われてしまう。そこで、楽団長は彼を売春宿へ連れて行き、そこで宇宙人は売春婦の手を６時間握り続けることで、ボージュプリー語を習得する。
会話ができるようになった宇宙人は、楽団長からリモコンを盗んだ泥棒はデリーにいるはずだと教えてもらい、出発する。宇宙人の奇怪なふるまいから、彼と出会った人々は彼のことを酔っ払いだと思い込み、「PK」（ヒンディー語で"酔っ払い"の意味）と呼ぶ。さらに彼らは、彼のリモコンを見つけることを手助けできるのは「神」だけだと教える。PKはその言葉を真に受け、「神」を見つけるためにあらゆるインドの宗教的行為を実践するが、役には立たなかった。その後彼は、導師のタパスヴィーが自分のリモコンを持っているのを発見するが、導師はそれを神からの贈り物であると主張し、リモコンを返すことを拒む。そこでジャグーは、彼女がリモコンを取り返し、自分の星へ帰らせてあげることをPKに約束するのであった。
PKは、タパスヴィーら導師達は神と連絡をするにあたって、電話番号の「かけ間違い」をしていて、それゆえに民衆を無意味な宗教儀式に巻き込んでしまっているのだと推測する。そこでジャグーは、自分の局へ動画を送ることを民衆に促し、導師の不正を暴こうとする。この「かけ間違い」キャンペーンは民衆の間で一気に広がり、タパスヴィーは狼狽する。一方で、楽団長のバイロンは、泥棒を見つけ出したことをPKに連絡し、彼がリモコンをタパスヴィーに売ったと認めたことを伝える。それによってPKは、タパスヴィーが実はいかさま師であり、「かけ間違い」は存在しなかったことに気づく。楽団長は、泥棒を連れてデリーへ向かうが、PKと再会する直前でテロ攻撃に遭い死亡してしまう。そのテロ攻撃は後に、タパスヴィーの集団が、彼らの神を守るためにしたものだと明かされる。
逃げ場をなくした導師のタパスヴィーは、PKとの全面対決を了承し、ついに二人は生放送の公開討論番組で直接対決することとなる。

## キャスト
※括弧内は日本語吹替
- PK - アーミル・カーン（平田広明）
- ジャグー - アヌシュカ・シャルマ（小松由佳）
- サルファラーズ - スシャント・シン・ラージプート
- バイロン - サンジャイ・ダット
- チェリー - ボーマン・イラニ
- タパスヴィー - サウラブ・シュクラ